# Liao Lin-ni
Pour les articles homonymes, voir Liao.
Dans ce nom chinois, le nom de famille, Liao, précède le nom personnel Lin-ni.
Liao Lin-ni est une compositrice et musicologue taïwanaise née en 1977 à Taipei.

## Biographie
Liao Lin-ni naît le 11 novembre 1977 à Taipei,.
Elle s'initie jeune à la musique, commençant le piano à l'âge de quatre ans, l'improvisation à huit ans et la composition à dix ans. Elle est scolarisée à l'école privée catholique Kuang-Jen, réputée pour sa classe spécialisée en musique classique occidentale.
En 1996, Liao Lin-ni poursuit ses études à la National Taiwan Normal University (en) et voyage à New York l'année suivante, puis à Tokyo en 1998, enfin à Paris en 1999, où elle découvre les compositeurs français au Centre de documentation de la musique contemporaine.
Après l'obtention de son diplôme d'enseignement de la musique, elle s'installe en France en 2001 et étudie à l'École normale de musique de Paris auprès de Yoshihisa Taïra. Elle se perfectionne avec Allain Gaussin au Conservatoire de Sevran, en théorie et pratique (analyse, orchestration et composition) musicales, puis avec Philippe Leroux au conservatoire du Blanc-Mesnil, en classes de composition instrumentale et de musique électroacoustique entre 2006 et 2009.
En parallèle, Liao Lin-ni étudie à La Sorbonne, obtient un DEA en soutenant un mémoire consacré à Édith Lejet, dirigé par Danièle Pistone et publié en 2009 : La pensée musicale d'Édith Lejet. Elle poursuit jusqu'à l'obtention d'un doctorat, sous la direction de Marc Battier, avec une thèse publiée en 2015 : Héritage culturel et pensée moderne – les compositeurs taïwanais de musique contemporaine formés à l'étranger.
Esthétiquement, Liao Lin-ni considère « faire une musique qui réponde à notre corps et qui soit habitée de sens », ajoutant : « Je pense que ma musique existe pour sa propre mission. Je ne cherche pas à me situer au sein du monde, mais assume la responsabilité de chaque instant, la conscience de chaque instant ».
Son écriture s'enrichit de rencontres avec des musiciens tels que le réalisateur en informatique musicale Alexis Baskind, l'accordéoniste Fanny Vicens, le pianiste Wilhem Latchoumia, la joueuse de erhu Ying-Chieh Wang ou la guitariste Christelle Séry.
Comme musicologue, Liao Lin-ni est chercheuse associée à l'IReMus. Depuis 2008, elle est aussi programmatrice et responsable de divers projets artistiques, notamment Tout pour la musique contemporaine (TPMC), qu'elle a créé en 2010.

## Œuvres
Parmi ses compositions, figurent notamment :
- p.53, pour guitare solo, dédié à Christelle Séry, 2008[5],[2] ;
- Imamusi pour alto, guitare, saxophone basse et piano, 2008[2] ;
- TTy, pour grand tam-tam, dédié à Tsuey-Ying Tai, 2011[5] ;
- Poussière dans le vent, d'après Emily Dickinson, pour flûte, violon, violoncelle et piano, créé par l'Arsenal Ensemble, 2013-2014[6],[2] ;
- Le train de la vie V – Alison, pour guitare électrique et électronique, 2014[2] ;
- Time of Trees I, pour gestes de deux pianistes, bol bronze et ombres, 2016[2] ;
- One Bird, one Tree, pour erhu, accordéon et piano, d'après Emily Dickinson, commande de Radio France, 2017[5],[9] ;
- Quatuor no 2, empreint de synesthésie lumière et inspiré par la vision d'un arbre d'automne dont les feuilles tombent[6].